# كعكة التعتيم
كعكة التعتيم (بالإنكليزية: Blackout cake) هي كعكة شكلاطة مملوءة ببودنج الشكلاط ومغطاة بفتات كعكة الشكلاط. اختُرعت خلال الحرب العالمية الثانية من قبل سلسلة مخابز في بروكلين تدعى Ebinger's تقديراً لحالات التعتيم (انقطاع الطاقة) الإلزامية لحماية ساحة بروكلين البحرية.
بعد الحرب استمر الاسم ليصف كعكة الشكلاط الداكنة جدًا وأصبح شائعًا في جميع أنحاء الغرب الأوسط الأمريكي.